# Other Voices (Dokumentarfilm)
Other Voices ist ein Dokumentarfilm von David H. Sawyer aus dem Jahr 1968, der 1970 erschien.

## Inhalt
Der Film handelt von den Behandlungen Kranker durch den Arzt Albert Honig in einem landwirtschaftlichen Wohngebiet in Doylestown, Pennsylvania, in dem die Bewohner bei Bauernfamilien leben. Neben katatonischen Patienten leiden andere Bewohner an Schizophrenie und Autismus. Albert Honig war einer der umstrittensten Ärzte seiner Zeit, der verschiedene Techniken demonstrierte, die er bei seiner Behandlung seiner Patienten angewendet hatte.

## Hintergrund
Der spätere erfolgreiche Politische Berater David H. Sawyer inszenierte den Independent-Film mit seiner eigenen Produktionsgesellschaft DHS Films. Der Film wurde 1968 fertiggestellt, erschien allerdings erst am 26. Januar 1970.

## Auszeichnungen
Sawyer wurde für Other Voices bei der Oscarverleihung 1969 für den Oscar für den besten Dokumentarfilm nominiert.